# Coptoprepes nahuelbuta
Coptoprepes nahuelbuta är en spindelart som beskrevs av Ramírez 2003. Coptoprepes nahuelbuta ingår i släktet Coptoprepes och familjen spökspindlar. Inga underarter finns listade i Catalogue of Life.